# Bulgarie au Concours Eurovision de la chanson 2020
La Bulgarie était l'un des quarante et un pays participants prévus du Concours Eurovision de la chanson 2020, qui aurait dû se dérouler à Rotterdam aux Pays-Bas. Le pays aurait été représenté par la chanteuse VICTORIA et sa chanson Tears Getting Sober, sélectionnée en interne par le diffuseur BNT. L'édition est finalement annulée en raison de la pandémie de Covid-19.

## Sélection
Le 30 octobre 2019, le diffuseur bulgare BNT confirme son retour à l'Eurovision après un an d'absence.
Le 25 novembre 2019, le diffuseur annonce que le pays sera représenté par la chanteuse VICTORIA. La chanson qu'elle interprétera au Concours, intitulée Tears Getting Sober, est présentée le 7 mars 2020.

## À l'Eurovision
La Bulgarie aurait participé à la deuxième demi-finale, le 14 mai puis, en cas de qualification, à la finale du 16 mai 2020.
Le 18 mars 2020, l'annulation du Concours en raison de la pandémie de Covid-19 est annoncée.